# 136824 Nonamikeiko
136824 Nonamikeiko è un asteroide della fascia principale. Scoperto nel 1997, presenta un'orbita caratterizzata da un semiasse maggiore pari a 2,7126994 UA e da un'eccentricità di 0,1770392, inclinata di 3,96644° rispetto all'eclittica.